# Jean-Baptiste Rousseau
Jean-Batiste Rousseau (París, 6 de abril de 1671- Bruselas 17 de marzo de 1741) fue un poeta y dramaturgo francés. Conoció desde niña a Emilie du Châtelet ya que era amigo de su padre Louis Nicolas Le Tonnelier y le influyó mucho para seguir estudiando y tener un ambiente más culto.

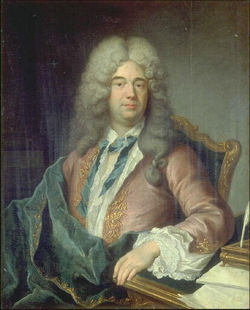
Jean-Baptiste Rousseau.

Su padre era un rico artesano zapatero. Recibió una buena educación y parece que se avergonzaba de su origen oscuro.
Al final del reinado de Luis XIV, época en que estaba extendido un espíritu de devoción en la corte de París, Jean-Baptiste Rousseau comenzó componiendo una imitación de un salmo que parece que mostró al Mariscal de Noailles. El poema gustó y le pidieron que compusiera odas religiosas para glorificar al Duque de Borgoña. Al mismo tiempo, Rousseau rimaba en secreto epígramas licenciosos para la orden de los Templarios, donde había sido introducido por el Marqués de La Fare y el abad de Chaulieu. Se dice que componía los salmos sin devoción y los epigramas sin libertinaje.
Su habilidad con los versos llamó la atención de Boileau, que le animó a escribir. Rousseau empezó con obras teatrales. Una comedia de un acto, Le Café, fracasó en 1694, y tampoco quedó muy contento con otra pieza más ambiciosa, Le Flatteur (1696), o con la ópera Venus et Adonis (1697). En 1700 lo volvió a intentar con otra comedia, Le Capricieux, con el mismo resultado. Entonces partió como ayudante de Tallad a Londres, donde alcanzó el éxito en un tiempo en que ello era posible a través de la literatura.
Sus desgracias comenzaron en el Café Laurent, un café frecuentado por literatos y en el que se hacía acompañar por maleantes. Escribió o le atribuyeron una lluvia de versos obscenos y libelos y como resultado acabó expulsado del café. 
En 1701, fue elegido miembro de la Academia de Inscripciones y Bellas Letras.
En 1710 se presentó como candidato a la Academia Francesa, pero fue elegido un competidor. Los versos satíricos sobre sus adversarios circulaban por los cafés sin que se supiese a ciencia cierta quien era el autor.
En 1712, cuando iban a detenerle, se exilió, primero en Suiza durante tres años y, más tarde, en Bruselas, donde falleció.

## Obras
Rousseau era considerado por sus contemporáneos como el príncipe de los poetas líricos. Cuando murió, Lefranc de Pompignan le dedicó una oda magnífica de la que se ha dicho que era la más bella oda debida a Rousseau. Sin embargo en el siglo XIX la obra de Rousseau estaba casi universalmente despreciada.
Su versificación es de una corrección extrema, los versos armoniosos y a veces incluso musicales. Pero sus poesías líricas están totalmente desprovistas de sentimiento, y a menudo incluso de pensamiento. Son poesías bellas, frías, mecánicas que intentan disimular su vacuidad bajo el abuso de la mitología y la pompa de una retórica hueca. Asoman el esfuerzo, los salmos no tienen sinceridad y los epítetos naturalidad. Las cantatas son lo que mejor soporta la lectura en la actualidad junto con los epígramas, género para el que Rousseau tenía un verdadero talento, servido por una malicia que le causó las desgracias de la segunda parte de su existencia.

### Lista cronológica
- Le Café, {1694}
- Jason, ópera en cinco actos, en verso (1696)
- Le Flatteur, comedia en cinco actos, en prosa (1698)
- Vénus et Adonis, ópera en cinco actos, en verso (1697)
- Le Capricieux, comedia en cinco actos, en verso (1700)
- La Noce de village, mascarada (1700)
- La Ceinture magique, comedia en un acto, en prosa (1702)
- Obras (1712)
- Obras, 2 vol. (1723)
- L'Hypocondre, comedia no representada
- La Dupe de lui-même, comedia no representada
- La Mandragore, comedia no representada
- Les Aïeux chimériques, comedia no representada
- Cartas sobre diferentes temas de literatura (1750)

## Información adicional
- Wikimedia Commons alberga una galería multimedia sobre Jean-Baptiste Rousseau.
- Voltaire, Vida de M. J.B. Rousseau, 1738: Panfleto de Voltaire (publicado anónimamente) contra Rousseau.

- Datos: Q471026
- Multimedia: Jean-Baptiste Rousseau / Q471026